# Nurgül Yeşilçay

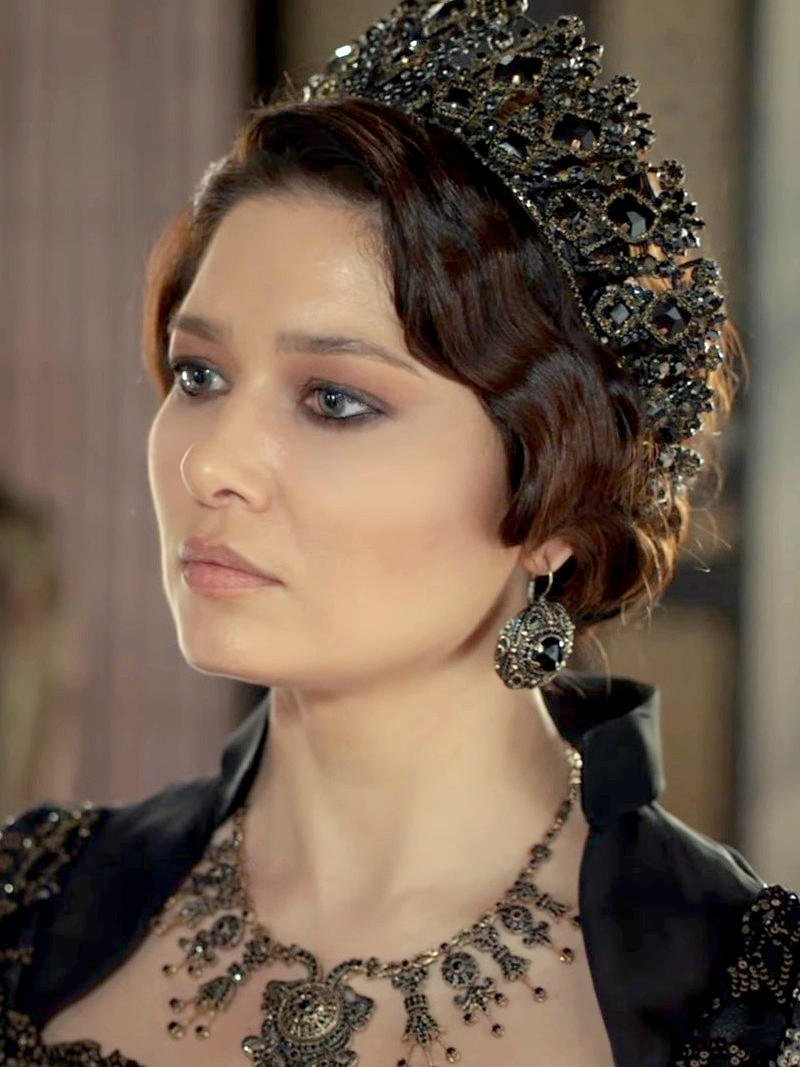
Nurgül Yeşilçay, 2017

Nurgül Yeşilçay (anhörenⓘ * 26. März 1976 in Afyon) ist eine türkische Schauspielerin.

## Leben und Karriere
Ihre Jugend verbrachte sie in Izmir, wo sie auch zur Schule ging. Nurgül schrieb sich zunächst heimlich ein und studierte Dramatik an der Anadolu Üniversitesi in Eskişehir, von welcher sie 2001 den Abschluss machte. Noch während ihrer Studienzeit wurde die türkische Bevölkerung auf sie durch die Serie Ikinci Bahar (Zweiter Frühling) an der Seite der türkischen Filmdiva Türkan Şoray aufmerksam. Seit ihrem Studienabschluss spielte sie in wichtigen Theaterstücken mit, wie z. B. die Ophelia in Hamlet und die Blanche DuBois in Endstation Sehnsucht.
Im Jahr 2002 erlangte sie Popularität durch die Fernsehserie Asmalı konak (Die Villa mit den hängenden Weintrauben), in der sie die Rolle der Bahar Karadağ verkörperte. Diese Serie hatte Erfolg in der Türkei, sodass 2003 die Fortsetzung Asmalı konak: Hayat für die Kinos gedreht wurde, in der sie dieselbe Rolle verkörperte.
2004 kehrte sie auf die Bildschirme der türkischen Zuschauer mit der sehr beliebten Serie Melekler Adası (Die Insel der Engel) zurück, in der sie wieder mal die Rolle der Serbet an der Seite von Hande Ataizi verkörperte. Bei den Dreharbeiten lernte sie den türkischen Schauspieler Cem Özer kennen. Die beiden heirateten am 26. Oktober 2004. Ebenfalls 2004 verkörperte sie die Rolle der Saliha im Kinofilm Anlat İstanbul! (Erzähle, Istanbul). Aufgrund ihrer Schwangerschaft verließ Nurgül die Serie Melekler adası einen Monat vor der Geburt ihres ersten Sohnes, der 2005 auf die Welt kam.

## Filmografie

### Filme
- 1998: Alles wird gut!
- 2001: Şellale
- 2002: Mumya firarda
- 2003: Asmalı konak: Hayat
- 2005: Eğreti gelin
- 2005: Anlat, İstanbul!
- 2007: Auf der anderen Seite (Yaşamın kıyısında)
- 2007: Adem'in trenleri
- 2008: Vicdan
- 2009: 7 Kocalı Hürmüz (Hormuz mit 7 Ehemänner)
- 2013: Ask Kirmizi (Die Liebe ist Rot)
- 2016: İkinci Şans (Eine zweite Chance)

### Serien
- 1999: İkinci bahar [Zweiter Frühling]
- 2001: 90-60-90
- 2002: Asmalı konak
- 2004: Melekler adası [Insel der Engel]
- 2005: Belalı baldız [Schwierige Schwägerin]
- 2006: Ezo gelin
- 2010–2011: Aşk ve ceza [Liebe und Strafe]
- 2011: Sensiz olmaz [Ohne dich geht nichts]
- 2012: Sultan
- 2013: Bebek işi
- 2014: Cinayet
- 2014–2016: Paramparça
- 2016: Muhteşem Yüzyıl: Kösem
- 2017: Gülperi
- 2020: Kefaret

## Auszeichnungen
- 2005: Adana Altın Koza Film Şenliği